# Canton, Connecticut
Canton är en kommun (town) i Hartford County i delstaten Connecticut, USA med cirka 8 840 invånare (2000). Den har enligt United States Census Bureau en area på totalt 64,8 km² varav 1,2 km² är vatten.